# İscehisar
İscehisar (de vegades Isçe Karahisar) és una vila de Turquia a 22 km al nord.-est d'Afyonkarahisar, província d'Afyonkarahisar. La població s'estima en 8000 habitants. A la vora hi ha les restes de l'antiga Docímia romanobizantina, on es treia marbre sinàdic; les pedreres encara treballen.
És característic el seu castell fosc.